# Чудогашев, Евгений Всеволодович
Евгений Всеволодович Чудогашев (1937—2011) — почетный работник высшего профессионального образования РФ, Почётный шахтёр РФ, Почётный шахтёр Монголии, заслуженный профессор ИрГТУ, академик Российской Академии Естественных наук, Академии горных наук, член научно-методического совета при УМО по электротехническим специальностям РФ.
Выполненные научные разработки внедрены на карьерах Восточной Сибири и Северо-Востока страны. Автор 122 научных трудов, 8 свидетельств на изобретения и 6 патентов.
Награды: орден «Знак почета», «Шахтёрская слава» I, II, III степеней, Медаль «Ветеран труда», медаль РАЕН им. Татищева — за заслуги перед Отечеством.